# Ільницький Роман Андрійович
Роман Андрійович Ільницький (нар. 30 січня 1998) — український футболіст, який грає на позиції півзахисника.

## Клубна кар'єра
Роман Ільницький є вихованцем ДЮСШ «Волині». Від 2015 року став гравцем молодіжного складу лучан, дебютував у дублі команди 2 серпня 2015 року в матчі з луганською «Зорею». У головній команді «Волині» Ільницький дебютував 16 квітня 2017 року в домашньому матчі проти кропивницької «Зірки», замінивши на останній хвилині матчу Артема Дудіка. У складі луцької команди грав до кінця 2017 року, після чого став гравцем житомирського «Полісся», яке виступало в другій лізі чемпіонату України з футболу, проте після нетривалого перебування лише в резерві покинув житомирську команду.